# Stephanie Allain

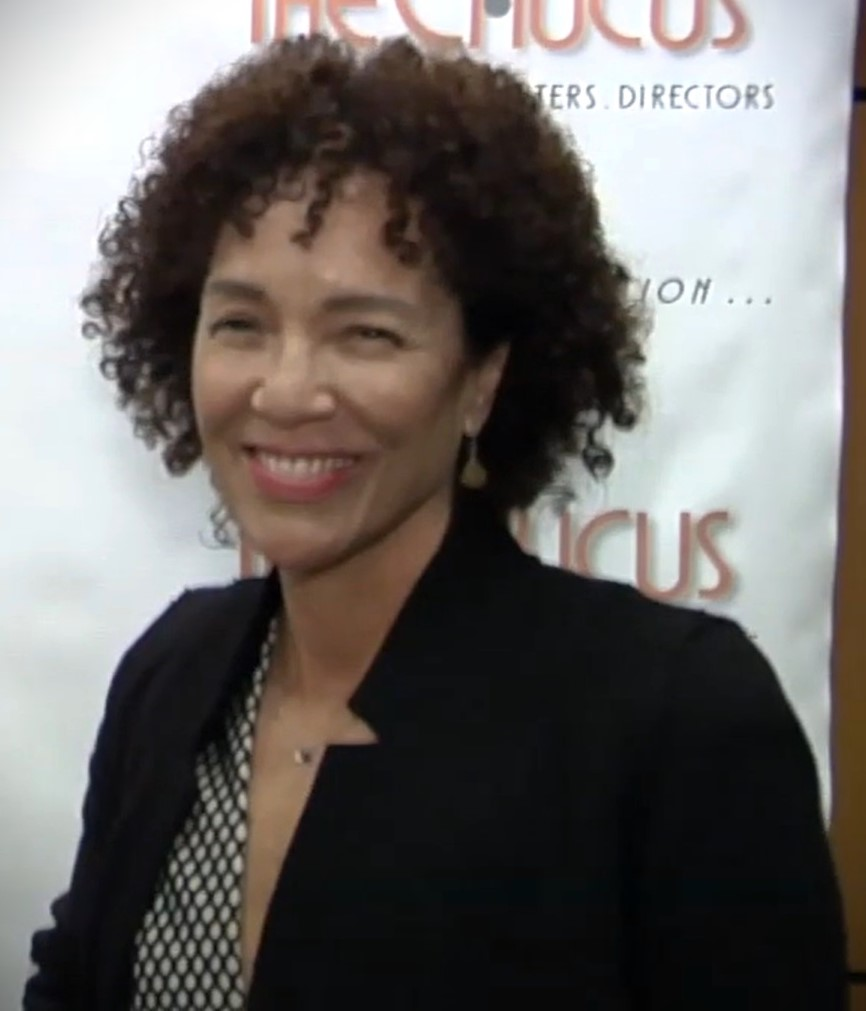
Stephanie Allain, 2016

Stephanie Allain (* 30. Oktober 1959 in New Orleans) ist eine US-amerikanische Filmproduzentin.

## Leben
Stephanie Allain wuchs in Los Angeles und New Orleans auf. Ihr Vater war Biochemiker, die Mutter Erzieherin. Nach der High School  in der St. Mary’s Academy in Inglewood studierte sie Poesie an der University of California, Santa Cruz. Sie begann ihre Karriere als Scriptreader bei der Creative Artists Agency und  kam 1989 zu Columbia Pictures, wo sie bis 1996 blieb, zuletzt als Senior Vice President. Unter anderem entdeckte sie dort John Singleton, Robert Rodriguez und Darnell Martin.
Ihre nächste Station war Jim Henson Pictures, wo sie als Präsidentin mehrere Filme verantwortete. Es folgte 3Arts Entertainment, wo sie Biker Boyz (2003) produzierte. Im gleichen Jahr gründete sie mit Homegrown Films ihre eigene Produktionsfirma und startete mit dem erfolgreichen Film Hustle & Flow von Craig Brewer durch. Es folgten Filme wie Neue Liebe, neues Glück (2006), Black Snake Moan (2006), Stürmische Zeiten – Gib niemals auf! (2009), Peeples (2013) und Beyond the Lights (2014).
Sie produzierte außerdem die Oscarverleihung 2020, womit sie tatsächlich die erste schwarze Produzentin der Verleihung wurde. Für die Show war sie außerdem für einen Emmy nominiert.

## Filmografie
- 1997: Buddy
- 1999: Muppets aus dem All (Muppets from Space)
- 1999: Elmo im Grummelland (The Adventures of Elmo in Grouchland)
- 2000: Rat
- 2003: Biker Boyz
- 2003: In tierischer Mission (Good Boy!)
- 2005: Hustle & Flow
- 2006: Neue Liebe, neues Glück (Something New)
- 2006: Black Snake Moan
- 2009: Stürmische Zeiten – Gib niemals auf! (Hurricane Season)
- 2013: Peeples
- 2014: dear White People
- 2014: Beyond the Lights
- 2017: Burning Sands
- 2017–2019: Dear White People (Fernsehserie)
- 2018: The Weekend
- 2019: Juanita
- 2020: Really Love
- 2020: Oscarverleihung 2020
- 2023: Der Exorzist – Bekenntnis (The Exorcist: Believer)
- 2025: The Woman in the Yard